# 읍청루
읍청루는 대한민국 충청북도 영동군 영동읍에 있다. 1996년 4월 15일 영동군의 향토유적 제27호로 지정되었다.

## 개요
매천리 용두봉 능선상에 위치한 정자료 1927년 초축된 뒤 1971년 현재의 위치로 이건되었다.